# Palazzo Jelgava
Il Palazzo Jelgava (in lettone Jelgavas pils), noto anche col nome di Palazzo Mitava (in lettone Mītavas pils, in tedesco Schloss Mitau), è la più grande costruzione di stile barocco dei Paesi Baltici. Venne costruito nel XVIII secolo sulla base di un progetto stilato da Bartolomeo Rastrelli come residenza per i duchi di Curlandia nella loro capitale, Mitava (attuale Jelgava), in Lettonia. I duchi di Curlandia avevano anche una residenza estiva sempre progettata dal Rastrelli, Palazzo Rundāle.

## Storia
La costruzione del palazzo iniziò nel 1738 sull'isola tra il fiume Lielupe e le sue diramazioni. Il sito, che divenne la residenza ufficiale dei duchi di Curlandia  e della dinastia dei Kettler, era occupato in precedenza da un castello medievale appartenuto all'Ordine Teutonico.
Dopo la caduta in disgrazia di Ernst Johann von Biron nel 1740, tutti i lavori di costruzione vennero improvvisamente sospesi, anche se ancora mancava il tetto che in più punti doveva essere completato. Gran parte dei materiali da costruzione e degli elementi interni vennero spostati a San Pietroburgo dove il Rastrelli li riutilizzò per la costruzione di altri palazzi. 
I lavori ripresero dopo il ritorno di Biron dall'esilio nel 1762. Ad ogni modo a causa delle difficoltà finanziarie il duca poté occupare il palazzo solo nel 1772 anche se ancora diverse stanze dovevano ancora essere decorate. Oltre al Rastrelli (che, con la morte della sua patrona, la zarina Elisabetta perse gran parte delle proprie commissioni a San Pietroburgo), anche l'architetto danese Severin Jensen prese parte al progetto, dando al palazzo un tocco di classicismo.
Dopo il completamento della costruzione nel 1772, il duca visse in essa solo sei mesi. Nel 1779, il suo successore, Peter von Biron, vi ospitò il famoso avventuriero Alessandro Cagliostro. Nel 1788 parte del palazzo venne danneggiata da un incendio. 
Dopo che la Curlandia fu assorbita dall'Impero russo nel 1795, il palazzo venne usato come rifugio della famiglia reale francese dopo lo scoppio della Rivoluzione. Luigi XVIII di Francia e la sua famiglia vissero a palazzo dal 1798 al 1800. Fu qui che Maria Teresa Carlotta di Francia sposò Luigi Antonio, duca d'Angoulême, nel 1799. Per una seconda volta il re di Francia in incognito visse a palazzo dal 1804 al 1807. Qui i reali francesi tentarono di ricreare la vita di corte di Versailles a Jelgava, dove vivevano con loro molti dei vecchi cortigiani, ristabilendo tutto il cerimoniale di corte tra cui il lever e il coucher (cerimonie della levata del re e della buonanotte).
All'inizio del XIX secolo, il palazzo divenne la residenza del governatore generale della Curlandia. Nel 1812 per un breve periodo di tempo il palazzo fu sede del governo del restaurato ducato di Curlandia e Semigallia guidato dal conte di Medem. Dopo le guerre napoleoniche, il palazzo venne nuovamente occupato dall'amministrazione del governatorato della Curlandia sino al 1915. Nel 1815 la parte nord del palazzo venne danneggiata da un incendio.
Le decorazioni interne del palazzo vennero danneggiate nel 1919 ad opera dell'esercito della Russia occidentale al comando di Pavel Bermondt-Avalov. Successivamente il palazzo divenne proprietà dello stato ed iniziò un restauro completo della struttura, aprendovi nell'autunno del 1939 l'Università lettone di agricoltura. Il palazzo subì pesanti danni durante la Seconda guerra mondiale, durante le battaglie di Jelgava nell'estate del 1944 e venne nuovamente restaurato a metà degli anni '50.

## Architettura

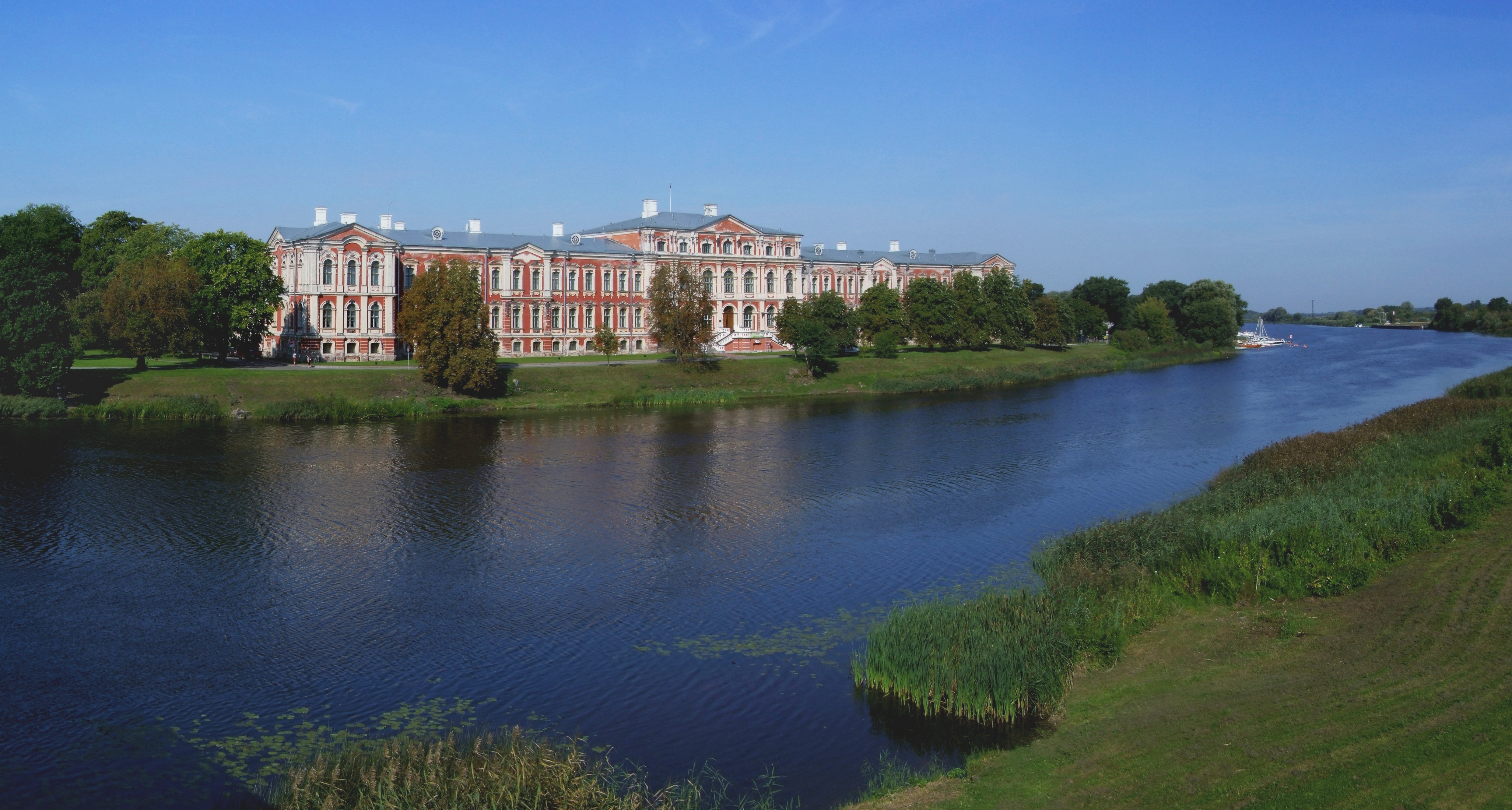
Palazzo Jelgava verso il fiume Lielupe.

Il palazzo Jelgava non è considerato uno dei migliori lavori del Rastrelli. I critici hanno denotato una facciata piuttosto semplice nel disegno con una ripetizione ritmica dei decori senza quella diversità e ricchezza plastica tipica dei lavori del Restrelli di epoca elisabettiana.
Originariamente, il palazzo aveva la tipica forma a U con tre corpi di fabbrica, mentre il quarto oggi presente che chiude la struttura venne aggiunto nel 1937 da Eižens Laube chiudendo così il perimetro della costruzione.
Tra i luoghi di maggior pregio è presente all'interno del palazzo la cripta della famiglia dei duchi di Curlandia qui sepolti tra il 1569 ed il 1791. La stanza contiene 21 sarcofagi e nove bare in legno.